# Atheta audens
Atheta audens är en skalbaggsart som beskrevs av Thomas Casey 1911. Atheta audens ingår i släktet Atheta och familjen kortvingar. Inga underarter finns listade i Catalogue of Life.